# Stefan Pietrzyk (koszykarz)
Stefan Pietrzyk (ur. 1956) – polski koszykarz, występujący na pozycjach silnego skrzydłowego lub środkowego.

## Osiągnięcia

### Drużynowe
- Wicemistrz Polski (1980)
- Zdobywca Pucharu Polski (1979)
- Uczestnik międzynarodowych rozgrywek Pucharu Europy Mistrzów Krajowych (1976/1977 – II runda[1], 1978/1979 – grupa ćwierćfinałowa[2])

### Reprezentacja
- Uczestnik mistrzostw Europy U–16 (1973 – 9. miejsce)[3]